# Nguyễn Đình Đăng
Nguyễn Đình Đăng (sinh 1958) là một nhà vật lý, nhà nghiên cứu về lý thuyết vật lý hạt nhân tại Viện Vật lý hóa học Nhật Bản (tức Viện RIKEN). Ông còn là một họa sĩ, hội viên của Hội Mỹ thuật Việt Nam, Hội Mỹ thuật Chủ thể Nhật Bản (năm 2005, là người nước ngoài đầu tiên được công nhận là hội viên chính thức trong lịch sử 41 năm từ khi thành lập của hội này). Ngoài ra, ông còn là tác giả nhiều bài viết, nhiều bài dịch từ tiếng Nga, Nhật, Anh, Pháp được đăng trên các báo như Talawas, Tia sáng, Người viễn xứ, Quân đội nhân dân, Lao động, Tạp chí mỹ thuật, Ngày nay, Vietnamnet, Sài Gòn tiếp thị, v.v.

## Thân thế
Nguyễn Đình Đăng sinh năm 1958 tại Hà Nội. Song thân của ông là những trí thức Việt Nam hàng đầu thời bấy giờ. Cha ông là một Cử nhân Toán học tốt nghiệp tại Đại học Sorbonne (Paris), mẹ tốt nghiệp chuyên khoa nhi tại Đại học Y khoa Paris. Cha mẹ ông hồi hương năm 1954, mẹ ông trở thành nữ bác sĩ đầu tiên ở Hà Nội.
Tốt nghiệp trung học với điểm số nằm trong nhóm cao nhất cả nước, ông lên đường sang Nga du học vào mùa thu năm 1976 tại Đại học Quốc gia Moskva, Liên Xô. Năm 1982 ông lấy bằng thạc sĩ vật lý tại đây, rổi năm 1985 là Tiến sĩ về vật lý hạt nhân, năm 1990 là Tiến sĩ Khoa học về vật lý hạt nhân. Sau khi hoàn thành bằng tiến sĩ khoa học ở Nga, ông về nước làm việc tại Viện khoa học và kỹ thuật hạt nhân.
Ông còn làm nghiên cứu sau tiến sĩ ở Đức và Ý vào đầu thập niên 1990. Khi ở Ý, nhờ sự giới thiệu của thầy cũ, giáo sư Vadim Georgievitch Soloviev, một nhà vật lý nổi tiếng tại Viện Liên hiệp nghiên cứu hạt nhân Dubna (Nga), ông nhận được đề nghị nộp hồ sơ nhận tài trợ sang nghiên cứu tại Nhật.
Nguyễn Đình Đăng đã tổ chức một hội nghị quốc tế lớn về hạt nhân lần đầu tiên tại Việt Nam vào mùa xuân năm 1994. Tại đây ông đã gặp giáo sư Akito Arima (sau này trở thành Bộ trưởng Giáo dục - Khoa học - Công nghệ của Nhật), chủ tịch Viện RIKEN - viện nghiên cứu hàng đầu ở Nhật về công nghệ gia tốc. Năm 1994 ông được Quỹ Nishina Memorial Foundation (NMF) mời sang Nhật nghiên cứu 10 tháng tại Viện nghiên cứu hạt nhân (Institute for Nuclear Study – INS) thuộc Đại học Tokyo. Trong khi làm việc tại INS ông được giáo sư Akito Arima, lúc đó là chủ tịch RIKEN mời đến RIKEN làm việc. Vì thế sau khi kết thúc 10 tháng nghiên cứu do NMF tài trợ ông chuyển đến RIKEN và làm việc ở đây từ đó đến nay.
Hiện ông đang thực hiện đề tài khảo sát cấu trúc hạt nhân nguyên tử, một trong những đề tài khó và then chốt trong lĩnh vực vật lý.
Bên cạnh vốn ngoại ngữ Nga, Anh lưu loát, ông còn sử dụng được cả tiếng Nhật, tiếng Pháp, tiếng Ý.

## Tự học hội họa
Ngoài vật lý, ông thường dành thời gian rảnh rỗi để vẽ - môn nghệ thuật ông yêu thích từ nhỏ. Ông là Hội viên hội Mỹ thuật Việt Nam (năm 1987), Hội viên hội Mỹ thuật Hà Nội (năm 1990), Hội viên hội Nghệ thuật quốc tế (1997 - 1999), Hội viên hội Mỹ thuật Chủ thể Nhật Bản (năm 2005).
Từ năm 1978 tới nay ông đã có nhiều cuộc triển lãm tranh lớn (triển lãm cá nhân, triển lãm nhóm và triển lãm có hội đồng duyệt) tại nhiều nước: Việt Nam, Nga, Nhật Bản và Ý... và đã giành được nhiều giải thưởng uy tín về nghệ thuật ở cả Nhật và Việt Nam.
Ông cũng được mời thuyết trình về kỹ thuật vẽ sơn dầu tại Đại học Mỹ thuật Hà Nội, Bảo tàng Mỹ thuật thành phố Hồ Chí Minh, Trung tâm cộng đồng thành phố Wako, Nhật Bản; thuyết trình về tranh của mình tại Ý, Bồ Đào Nha, Mỹ.

## Quan điểm

### Về cuộc sống
| “ | Đã là đèn thì phải cháy tới khi cạn dầu, còn nếu chứa đầy dầu mà không cháy được hoặc không được cháy thì chỉ là cái lọ đựng dầu mà thôi. | ” |
| — | |   |

| “ | Tôi nghĩ rằng điều quan trọng nhất là phải biết tư duy độc lập, biết tôn trọng sự khác biệt, và tìm ra con đường cho chính mình. Cuối cùng các bạn sẽ thấy đó là con đường duy nhất đúng. | ” |
| — | |   |

### Quan điểm về giáo dục
| “ | Chúng tôi tránh dùng cách đe nẹt, cấm đoán để dạy con, vì chúng tôi tin rằng giáo dục dựa trên sự sợ hãi chỉ làm cho người ta trở nên dối trá và thủ đoạn. | ” |
| — | |   |

| “                                                          | Dạy dỗ dựa trên sự sợ hãi không cảm hóa được con người mà chỉ làm con người trở nên dối trá, thủ đoạn. | ” |
| — Nguyễn Đình Đăng, Cuộc sống ở Nhật Bản, ribf.riken.go.jp | |   |

### Quan điểm nghệ thuật
| “ | Tự tin là một trong những tố chất rất quan trọng giúp bạn thành công trong nghệ thuật. | ” |
| — |                                                                                        |   |

| “ | Nhiều người tự nhận là họa sĩ, song cái khó nhất và đẹp nhất lại là sự bí ẩn của vũ trụ. Chỉ có một số ít người có thể lĩnh hội được điều đó | ” |
| — | |   |

| “                                                          | Không thể xây dựng một xã hội tự do, văn minh, hạnh phúc dựa trên sự sợ hãi của người dân. | ” |
| — Nguyễn Đình Đăng, Cuộc sống ở Nhật Bản, ribf.riken.go.jp |                                                                                            |   |

### Về báo chí tại Việt Nam
| “                                                                                     | Chưa bao giờ tôi có hân hạnh được nghe một câu xin lỗi từ tổng biên tập vì đã cắt xén bài viết của tôi một cách tùy tiện, và không hề có sự đồng ý của tôi. | ” |
| — Nguyễn Đình Đăng, Trả lời phỏng vấn của một báo điện tử trong nước, Tokyo 23/9/2007 | |   |

## Đánh giá
Phát biểu tại khai mạc triển lãm cá nhân đầu tiên của Nguyễn Đình Đăng tại Nhật Bản năm 2001, giáo sư Akito Arima - nhà vật lý, thượng nghị sĩ, nguyên bộ trưởng văn hóa - giáo dục - khoa học Nhật Bản, nguyên chủ tịch viện RIKEN, nguyên hiệu trưởng Đại học Tổng hợp Tokyo - đã gọi Nguyễn Đình Đăng là "một thiên tài".
Giáo sư vật lý D.H. Feng - phó hiệu trưởng Đại học Tổng hợp Texas tại Dallas (Hoa Kỳ) - đã gọi Nguyễn Đình Đăng là "một người thời Phục Hưng" vì những mối quan tâm rộng và tài năng đa dạng của ông.
Tờ tạp chí danh tiếng tại Nhật Bản Japan Times đã chọn tiến sĩ Nguyễn Đình Đăng là người đầu tiên để giới thiệu trên chuyên mục lớn "Họ là ai?", nói về những người Việt Nam thành đạt tại Nhật Bản. Ông được đánh giá là một trong những điển hình hiếm hoi của sự dung hòa khoa học và nghệ thuật trong một con người.
Song hành với sự nghiệp nghiên cứu khoa học, Nguyễn Đình Đăng còn đam mê âm nhạc và hội họa. Nguyễn Đình Đăng được đánh giá là tác giả có những bức tranh mang đậm phong cách phương Tây kết hợp với nét văn hóa Á đông. Những bức tranh như: Biến thái, Giấc mơ bạch tuộc, Buổi học dương cầm, Ánh trăng… là những tác phẩm hội họa đậm chất thơ, nhạc điệu, pha trộn trong sự huyền ảo, giữa hư và thực là sự phô diễn kỹ thuật và biểu đạt suy tư sâu lắng là nét độc đáo, và là thế mạnh làm nên thành công của Nguyễn Đình Đăng (theo Đinh Quang Tỉnh - Ba Tỉnh) như một họa sĩ "thành danh" đứng ngang hàng với những nghệ sĩ chuyên nghiệp và tên tuổi trong nước.

## Tác phẩm

### Tác phẩm văn xuôi
Được đăng trong blog cá nhân, sau đó một vài tác phẩm được đăng lại ở một vài tờ báo, tạp chí, sách..bằng tiếng Việt. Trong đó có một vài tác phẩm đã bị đạo văn, một vài tác phẩm bị vi phạm bản quyền do được đăng khi chưa có sự cho phép của tác giả. Một vài tác phẩm tiêu biểu:
- Cuộc sống ở Nhật Bản (2004)
- Tại sao giáo dục Việt Nam khủng hoảng và đâu là lối thoát? (2004)
- Gặp lại Đặng Thái Sơn (2004)
- Nhà văn Việt Nam của tôi (2004)
- May hơn khôn (2005)
- Nghệ thuật là gì? (2006)
- Hội họa hiện đại Việt Nam ở đâu? (2006)
- Hà Nội trong mắt tôi (2006)
- Bức ký hoạ Trần Dần (2007)
- Ông Nomura (2008)
- Sơ lược về kỹ thuật vẽ sơn dầu (2009)
- Dịch sai hay xuyên tạc bản gốc? (2011)
- Nhật Bản – một đất nước thực sự vĩ đại (2011)
- Nhà tưởng niệm nỗi nhục của báo chí (2011)
- Phiên toà kangaroo (Viết về phiên toà xử Cù Huy Hà Vũ) (2011)

### Bản dịch
- Émile Zola, Cái chết của họa sĩ (trích dịch từ tiểu thuyết Tác phẩm)
- Mathew Larking, Việt Nam - nghệ thuật của chiến tranh
- Franz Listz, Cái chết của thiên tài
- Aleksander Laskowskí, Không cần mạ vàng cho hoa huệ
- Jeffrey Chappell Thế chân vào phút chót
- Anthony John Parkes, Ba cách biểu hiện "Lời truyền tin"trong hội họa

### Tác phẩm hội họa
- Reflection
- Giấc mộng ngày
- Mona Lisa Xứ Rumani
- Những con châu chấu voi khổng lồ bị quên lãng
- Ngày trưởng thành
- Lối ra (The Exit)
- Đại dương mùa đông
- Thơ ngây
- Nhật thực
- Biến thái
- Kimono màu lam
- Giấc mơ bạch tuộc
- Buổi học dương cầm
- Ngưỡng cửa
- Ánh trăng
- Piano câm
- Phù Đổng Thiên Vương
- Sự ra đời của chữ Quốc ngữ (Cái chết siêu việt của ông Nguyễn Văn Vĩnh)
- Giấc mơ nghệ sĩ (Chân dung nhà văn Nguyễn Huy Thiệp).
- v.v.

### Công trình nghiên cứu vật lý
Đã công bố trên 130 bài báo khoa học tại các tạp chí chuyên ngành như Physical Review C, Physical Review Letters, Nuclear Physics A, Physics Letters B, Journal of Physics G, v.v.
Công trình "Simultaneous Microscopic Description of Nuclear Level Density and Radiative Strength Function" của Nguyễn Quang Hưng, Nguyễn Đình Đăng và Lê Thị Quỳnh Hương tại Physical Review Letters 118 (2017) 022502 là công trình vật lý hạt nhân đầu tiên với toàn bộ nhóm tác giả là người Việt được đăng tại tạp chí vật lý hạng nhất thế giới này.

### Chuyên khảo hội họa
Ông là người đầu tiên truyền bá phương pháp vẽ sơn dầu nhiều lớp tới công chúng Việt Nam thông qua hơn 40 chuyên khảo công bố trên internet và 8 thuyết trình trong những năm 2009 - 2017 tại Hà Nội và Sài Gòn.
Cuốn "Kỹ thuật vẽ sơn dầu Lưu trữ ngày 5 tháng 9 năm 2018 tại Wayback Machine" của ông do nhà xuất bản Dân Trí và Công ty Cổ phần Văn hóa Đông A phát hành năm 2018 là là cuốn sách đầu tiên do một họa sĩ Việt viết về kỹ thuật vẽ sơn dầu được xuất bản tại Việt Nam.
Cuốn "Nghệ thuật dessin" (Dân Trí & Công ty Cổ phần Văn hóa Đông A) của ông ra mắt bạn đọc tháng 11 năm 2022.  

## Được tặng thưởng
- 2003: Giai tác Tác gia (Tác giả có tác phẩm đẹp) (Shutai Art Association - Tokyo)
- 2004: Huy chương "Vì sự nghiệp mỹ thuật Việt Nam"
- 2005: Giai tác Tác gia (Tác giả có tác phẩm đẹp) (Shutai Art Association - Tokyo)
- 2007: Giải thưởng "Họa sĩ nổi bật đang lên" ("Outstanding Rising Artist" Award Sompo Japan Fine-Art Foundation - Tokyo).[15][16]
- 2016: Được chọn là một trong 151 họa sĩ vẽ hay nhất trong năm ở Nhật và được mời trưng bày tại triển lãm "Best Selection 2016" tại Bảo tàng Mỹ thuật Tokyo.